# Robert Bodanzky

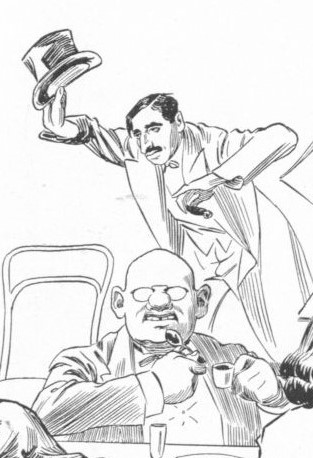
Zygmunt Skwirczyński Robert Bodanzky con el sombrero 1911 frente Leo Fall

Robert Bodanzky, también conocido como Danton (nacido el 18 de marzo de 1879 en Viena, Austria como Isidor Bodanskie, fallecido el 2 de noviembre de 1923 en Berlín, Alemania), era un periodista austriaco, dramaturgo, poeta y artista. Aunque se hizo famoso por sus poemas apolíticos antes de la Primera Guerra Mundial, se volvió un anarquista comunista después, escribiendo ensayos políticos, obras de teatro y poemas.

## Obras
- Mitislaw der Moderne, Glocken Verlag, Viena, 1907 (texto de Fritz Grünbaum y Bodanzky Robert, con música de Franz Lehár)
- Der Liebeswalzer, 1908 (con Fritz Grünbaum)
- Juntas revolucionarias y ensayos políticos, publicado conocimiento y la liberación, 1925, Viena, Klosterneuburg